# Город теней
«Город теней» (англ. City of Shadows) — фильм нуар режиссёра Уильяма Уитни, который вышел на экраны в 1955 году.
Фильм рассказывает о владельце захудалого ресторана Большом Тиме Чэннинге (Виктор Маклаглен), который с помощью советов смышленого паренька Дэна Мейсона (Джон Баер) за десять лет становится главой небольшого преступного синдиката. После окончания университета Дэн переводит бизнес Тима в легальную плоскость, однако Тим под влиянием своих подручных продолжает тайно заниматься незаконной деятельностью, в результате чего к компании проявляют интерес правоохранительные органы. Ради спасения Дэна, к которому Тим относится как к собственному сыну, он соглашается сознаться во всём прокурору, однако другие бандиты не хотят позволить ему сделать это.
Этот скромный фильм не привлёк особого внимания критики, отметившей лишь игру Виктора Маклаглена в главной роли.

## Сюжет
В одном из небольших ресторанов рэкетиры Тони Финетти (Энтони Карузо) и Анджело Ди Бруно (Ричард Ривз) угрожающим тоном рекомендуют администратору игрального зала Кинку (Кей Е. Кьютер) закупить у них новые дорогие автоматы. Когда Кинк передаёт это требование владельцу ресторана Большому Тиму Ченнингу (Виктор Маклаглен), тот с сожалением понимает, что его автоматы действительно порядком устарели и уже не приносят прибыль, необходимую для успешного функционирования ресторана. Кроме того, кто-то постоянно играет в автоматы поддельными жетонами, чем наносит большой ущерб его бизнесу. Наконец, Кинк ловит 12-летнего наглого разносчика газет Дэна Мейсона, который с помощью левых жетонов выигрывает джекпот. Когда Кинк и Большой Тим находят у юного мошенника полный мешок поддельных жетонов, Дэн дерзко заявляет, что он уже организовал целую группу разносчиков газет, которая зарабатывает таким образом себе на жизнь. Считая, что честно заработал свои деньги, Дэн советует и Тиму действовать таким же образом, а именно использовать разносчиков газет для распространения фальшивых жетонов в автоматах Финетти и Ди Бруно. Несмотря на нахальство Дэна, Тим сразу обращает внимание на его смекалку, а, узнав о том, что он сирота, начинает относиться к мальчику как к родному сыну.
Проходит десять лет. Тим приобрёл солидный вид и хороший офис, из которого руководит синдикатом, в котором среди прочих у него в подручных ходят Финетти, Би Бруно, Кинк и адвокат Дэвис (Пол Мэкси). Тим все эти годы по-отечески заботился о Дэне, и после окончания школы направил его учиться на юридический факультет университета. Усердно занимаясь учёбой, 22-летний Дэн (Джон Баер) при этом успевает помогать Тиму. В частности, после тщательной работы ему удаётся найти давно забытое положение в законодательстве, позволяющее синдикату избежать уголовного преследования. Немало озадаченный такой юридической подготовленностью людей Тима, прокурор Хант (Фрэнк Фергюсон) приступает к новому делу по экстрадиции Финетти, которого обвиняют в убийстве в соседнем штате. Тем временем в университете Дэн добивается, чтобы его однокурсник Рой Феллоуз (Николас Костер) пригласил его на уик-энд в загородный дом своих родителей. Хотя он говорит, что хотел бы познакомиться с сестрой Роя Ферн (Кэтлин Кроули), его истинная цель заключается в том, чтобы проштудировать юридическую библиотеку отца Роя, отставного судьи Феллоуза, в надежде найти легальный способ заблокировать экстрадицию Финетти. Дэн производит благоприятное впечатление на чету Феллоузов и на Ферн, однако вместо того, чтобы ухаживать за ней, он всё время проводит в библиотеке. Наконец, Ферн уговаривает его пойти на танцы в местный клуб, где неожиданно появляется Тим со своими людьми. Дэн сообщает Тиму, как следует действовать, чтобы законным способом отбить все обвинения против Финетти. Тем временем Ди Бруно, который всё ещё таит зло на Дэна из-за мошенничества с жетонами, начинает приставать к Ферн, провоцируя Дэна на драку, в которой Дэн оказывается победителем. После этого эпизода Дэн и Ферн отправляются на прогулку, где объясняются друг другу в любви и целуются. Дэн в свою очередь сознаётся, что работает на криминальный синдикат, и просит её дать ему время, чтобы изменить свою жизнь.
После окончания Университета Дэн убеждает Тима отказаться от нелегальных операций и полностью перейти в легальный бизнес. Он создаёт компанию «Страхование — Двадцатый век», которая предлагает своим клиентам дополнительную услугу по обеспечению их защиты с помощью группы охранников, набранную из бывших военных и отставных полицейских. Страдая от неэффективности действий полиции, многие предприятия обращаются за помощью в компанию Дэна, в результате его клиентская база и общественное признание быстро растёт. Между тем, Дэн не знает о том, что Финетти и Ди Бруно принудили Тима тайно развернуть под прикрытием этой легальной компании свой незаконный охранный бизнес. Заметив возросшую криминальную активность вокруг компании Дэна, прокурор Хант открывает расследование и одновременно внедряет в неё своего агента под прикрытием Фила Джергенса (Ричард Трэвис). Устроившись PR-менеджером, Фил преподносит в качестве сувенира секретарше Дэна, Линде Фэйрдэй (Джун Винсент) изготовленные по его заказу карандаши с логотипом компании. Затем по указанию Ханта Фил беседует о Дэне с семьёй Феллоузов, однако те дают ему только самые положительные отзывы. Уверенный в том, что ему нечего скрывать, Дэн воспринимает расследование Ханта как рутинную проверку. Некоторое время спустя Тим узнаёт от знакомого бизнесмена, работающего в сфере переработки макулатуры, что бумаги «Двадцатого века» помечены какой-то особой светящейся пудрой, понимая, что окружной прокурор или федеральные органы таким образом пытаются добыть доступ к внутренней информации о деятельности компании. Линда, которая тайно работает на Финетти, сообщает ему, что светящиеся следы на бумаге оставляют карандаши, которые передал ей Фил. Тем временем Дэн, уверенный, что дела идут хорошо, планирует вскоре с почётом проводить Тима на пенсию и устроить свадьбу с Ферн. Однако, когда люди Финетти и Ди Бруно убивают Фила, Дэн понимает, что Тим обманывал его относительно прекращения криминальной деятельности компании. В раздражении Дэн швыряет в Тима приглашение на свадьбу со словами, что пытался уберечь его от электрического стула, после чего приступает к закрытию компании и заявляет о разрыве помолвки. Тим и Ферн приезжают к нему в офис, убеждая его остановиться. Тим заявляет, что уже договорился о встрече с Хантом сразу после того, как Дэн и Ферн поженятся, на которой обещает во всём сознаться. Подслушав этот разговор, Линда передаёт его содержание Финетти.
После скромной частной церемонии бракосочетания Дэна и Ферн, Тим организует для них медовый месяц в уединённом горном домике, к которому можно добраться только на специальном подъёмнике. Тем временем Финетти и Ди Бруни под пытками заставляют Кинка сказать, где находится Тим, и отправляются к подъёмнику, где убивают смотрителя. Во время подъёма они замечают Тима, который спускается с горы, и стреляют в него. Тим падает с подъёмника, но затем вступает с ними в перестрелку, в конце концов, убивая обоих. Ферн и Дэн находят раненого Тима и утешают его.

## В ролях
- Виктор Маклаглен — Большой Тим Чэннинг
- Джон Баер — Дэн Мейсон
- Кэтлин Кроули — Ферн Феллоуз
- Энтони Карузо — Тони Финетти
- Джун Винсент — Линда Фэйрдэй
- Пол Мэкси — Дэвис
- Фрэнк Фергюсон — окружной прокурор Хант
- Ричард Трэвис — Фил Джергинс
- Ричард Ривз — Анджело Ди Бруно
- Кей Е. Кьютер — бармен Кинк
- Николас Костер — Рой Феллоуз
- Чарльз Мередит — судья Феллоуз (в титрах не указан)

## Создатели фильма и исполнители главных ролей
На протяжении своей 40-летней карьеры Уильям Уитни поставил почти 100 фильмов и киносериалов категории В, среди них «Возвращение Дика Трейси» (1938), «Сражающийся легион Зорро» (1939) и «Приключения капитана Марвела» (1941). В 1950-60-е годы он запомнился вестернами «Проход в Санта-Фе» (1955), «Ружья апачей» (1964), «Всадники из Аризоны» (1965) и «40 ружей в проходе апачей» (1966), а также фантастическим фильмом по мотивам произведений Жюля Верна «Властелин мира» (1961).
Виктор Маклаглен начинал карьеру как исполнитель главных ролей в таких фильмах, как военная мелодрама Джозефа фон Штернберга «Обесчещенная» (1931), военная драма Джона Форда «Потерянный патруль» (1934) и приключенческая комедия «Ганга Дин» (1935). В 1936 году Маклаглен завоевал «Оскар» как лучший актёр в главной роли в криминальной драме Джона Форда «Осведомитель» (1935). В дальнейшем актёр сыграл роли второго плана в некоторых признанных вестернах Джона Форда, среди них «Форт Апачи» (1948), «Она носила жёлтую ленту» (1949) и «Рио-Гранде» (1950), а в 1953 году был номинирован на «Оскар» за лучшую роль второго плана в романтической комедии Джона Форда «Тихий человек» (1952). Наконец, поиграв несколько лет роли второго плана, в этом фильме Маклаглен наконец снова получил главную роль.
Джун Винсент, которая в этом фильме исполнила роль роковой женщины и секретарши главного героя, сыграла свои самые значимые роли в фильмах нуар «Чёрный ангел» (1946), «Ночь без сна» (1952) и «Не проливая слёз» (1948), а также в фильмах ужасов «Кульминация» (1944) и «Крипер» (1948).
Как далее отмечает Хэл Эриксон, в остальных ролях заняты характерные актёры, «среди них такие знакомые лица, как Энтони Карузо, Пол Мэкси, Фрэнк Фергюсон, Ричард Трэвис и Кей Е. Кьютер».

## Оценка фильма критикой
Как отметил историк жанра фильм нуар Майкл Кини, «этот бесхитростный, но и безобидный фильм спасает уверенная игра 69-летнего Маклаглена в столь знакомой ему роли добродушного, но немного недалёкого здоровяка».